# Rheinstraßenbrücke
Die Rheinstraßenbrücke ist eine Straßenbrücke in Darmstadt, die die Eisenbahnstrecke Frankfurt–Heidelberg überspannt und die B 26 sowie eine Straßenbahnstrecke überführt. Die Brückenköpfe und die Stützen stehen unter Denkmalschutz, das Bauwerk ist Teil der Route der Industriekultur Rhein-Main Darmstadt.

## Lage
Die Brücke liegt nahe dem Darmstädter Hauptbahnhof und überspannt mit drei Öffnungen dessen Vorfeld, unter anderem mit der Bahnstrecke Frankfurt-Heidelberg. Über die Brücke verläuft insgesamt vierspurig, mit beidseitigen Geh- und Radwegen, die Bundesstraße, die in diesem Bereich Rheinstraße heißt. Die Straßenbahn benutzt jeweils eine Fahrspur und verbindet die Stadt Griesheim über die Linien 4 und 9 mit der Darmstädter Innenstadt.

## Geschichte
Die Brücke wurde von 1910 bis 1912 von der preußisch-hessischen Eisenbahnverwaltung errichtet. Im Straßenplanum verliefen damals die Gleise der Dampfstraßenbahn. Die Böschungsmauern waren mit Buntsandstein-Quadern verkleidet. Die dekorativen Brückenköpfe, als neobarocke Voluten mit Kugelbesatz gestaltet, und die Brüstungen bestehen aus Basalt. Mit der Elektrifizierung des Hauptbahnhofs Mitte der 1950er-Jahre wurde das Bauwerk für den Oberleitungsbau angehoben.

## Verkehrsaufkommen
Die Brücke wird täglich von 50.000 Fahrzeugen und 250 Straßenbahnzügen genutzt, ferner unterqueren etwa 250 Züge täglich die Brücke (Stand: 2018).

## Neubau
Ab 2012 verschlechterte sich der Brückenzustand zunehmend, weshalb 2013 mit den Planungen für einen Ersatzneubau begonnen wurde. Der Magistrat der Stadt Darmstadt beschloss 2014 eine Vorplanung. 2016 fand ein Realisierungswettbewerb statt. Im anschließenden Jahr wurde die Entwurfsplanung fertiggestellt.
Ab dem Jahr 2022 sollte das abgängige Bauwerk für rund 30 Mio. Euro durch einen Neubau ersetzt werden. Die Breite sollte dabei von 26,50 m auf 43,55 m erhöht werden, um den notwendigen Platz zu schaffen für eine dritte Fahrspur stadtauswärts und um die Fahrspuren für Autoverkehr, Straßenbahnen, Radfahrer sowie den Fußgängerverkehr stärker voneinander zu separieren. Auch sollte die Brücke auf eine lichte Höhe von 5,70 m über den Eisenbahngleisen angehoben werden, sodass die Oberleitung nicht mehr an der Brückenunterseite befestigt werden muss. Erste vorbereitende Arbeiten begannen im Frühjahr 2022.
Im Vorfeld wurden zwei parallel verlaufende, ebenfalls marode Brücken erneuert, um diese während des Neubaus der Rheinstraßenbrücke für Umleitungsstrecken nutzen zu können.
Ende 2023 wurde bekannt, dass die Deutsche Bahn AG angeblich ihren Teil der Arbeiten nicht mehr erbringen könne. Die Deutsche Bahn widersprach dieser Darstellung, vielmehr läge die Verantwortung für die Arbeiten bei der Stadt. Dadurch musste die gesamte Planung neu erstellt werden. Die Vollsperrung der bestehenden Brücke für den Kfz-Verkehr bleibt seit 2022 weiter bestehen.
Anfang 2025 wurde ein neues Konzept für den Neubau vorgestellt. Die Brücke soll erst im Jahr 2027 im Rahmen der Rhein-Neckar-Bahn Generalsanierung abgerissen werden. Diese Neuplanung soll angeblich eine Kostenersparnis von 10 % erbringen. Nach diesen Plänen ist eine Fertigstellung zum Jahreswechsel 2030/2031 geplant.